# Мавзолей Биби Ханум
Мавзолей Биби Ханум (узб. Bibixonim maqbarasi / Бибихоним мақбараси) — один из архитектурный памятников Самарканда, строительство которого было начато в конце 1390-годов и завершено в начале 1400-годов. Восстановлен из руин в конце XX века. Памятник находится на улице Ислама Каримова. 

## История
Мавзолей Биби-Ханум, находится напротив соборной мечети Тимура, был заложен для матери, жены и других женщин из рода Тимуридов. 
По описаниям Клавихо, первой была захоронена мать Биби-Ханум. Здесь же была похоронена сама Сарай Мульк-ханым. В 1941 году антропологом Михаилом Герасимовым была открыта могила и изучены останки погребенных. 
В 2000 годах по инициативе президента Узбекистана И.А. Каримова памятник был отреставрирован. Он входит в ансамбль мавзолеев Самарканда.
Скромный внешний облик обманчив: в интерьере сказочно красивые сталактиты цвета слоновой кости.